# Левијево тело
Левијево тело је абнормални агрегат протеина који се развија унутар нервних ћелија, доприносећи Паркинсоновој болести (ПБ), деменцији Левијевог тела и неким другим поремећајима. Такође се види у случајевима вишеструке системске атрофије, поготово паркинсонска варијанта.